# Fratrizid (Bakteriologie)
Das in der Mikrobiologie bzw. Bakteriologie bekannte Phänomen des Brudermords (auch Fratrizid genannt), bezeichnet einen Sachverhalt, bei dem Mikroorganismen, wie zum Beispiel Bakterien, biochemische Substanzen abgeben die nicht nur einfach andere Organismen abtöten können, sondern auch gleichartige Zellen (=„Brüder“). Hierzu ist einerseits die Produktion entsprechender Substanzen nötig, andererseits auch Eigenschutz, sodass das Bakterium, das fratrizide Substanzen abgibt, von diesen nicht selbst geschädigt wird. Das Vorkommen von Fratrizid wurde zuerst an grampositiven Bakterien der Arten Streptococcus pneumoniae und Bacillus subtilis beschrieben.

## Grundlage für Fratrizid und Mittel
In der Regel werden in der Biologie über das Normalmaß hinausgehende Prozesse nur angestoßen, wenn sie einen Vorteil haben, beziehungsweise sich Nährstoffmangel abzeichnet/Konkurrenzsituationen verstärken, da jeder auszuführende Prozess Energie kostet. Hierzu passt, dass Fratrizid für Bakterien der Art Bacillus subtilis im Zusammenhang mit deren Sporulation beschrieben wird, eine Situation die zum Beispiel dann eintritt, wenn sich abzeichnet, dass in einer bestehenden Bakteriengemeinschaft nicht mehr ausreichend Nährstoff für alle anwesenden Organismen vorhanden ist. Dabei produzieren ausdifferenziertere Organismen Bakteriozine (und entsprechende Eigenschutzmechanismen) und geben diese in ihre Umgebung ab. Treffen diese Bakteriozine dort auf weniger ausgereifte Bacillus subtilis-Organismen, die noch nicht mit dem entsprechenden Schutzmechanismus ausgestattet sind, sterben diese ab. Die Überlebenswahrscheinlichkeit während des Nährstoffmangels ist für die ausgereifteren Organismen dann statistisch wahrscheinlicher.
Bei Pneumokokken, für die der bakterielle Brudermord zuerst nachgewiesen worden war, beinhaltet das fratrizide Arsenal Bakteriozine und Bakteriolysine.

## Weitere Vorteile durch Fratrizid
Zuerst konnte für Pneumokokken gezeigt werden, dass durch den Brudermord nicht nur Konkurrenten um knappe Nährstoffe ausgeschaltet werden, sondern zusätzlich genetisches Material untergegangener Mikroben aufgenommen werden kann (lateraler Gentransfer). Da die fratriziden Substanzen nicht nur Artgenossen betreffen, kann dies offenkundig zu genetischer Transformation beitragen, da genetisches Material anderer Arten aufgenommen werden und so zu Transformationen beitragen kann.